# Pori Bears
I Pori Bears  sono una squadra di football americano di Pori, in Finlandia, fondata nel 1982.

## Dettaglio stagioni

### Tornei nazionali

#### Campionato

##### Vaahteraliiga
| Stagione | regular season | regular season | regular season | regular season | regular season | regular season | playoff | playoff | playoff | playoff | playoff | playoff   | playoff    |
|          | Vin            | Par            | Per            | Tot            | PF             | PS             | Vin     | Per     | Tot     | PF      | PS      | risultato | avversaria |
| -------- | -------------- | -------------- | -------------- | -------------- | -------------- | -------------- | ------- | ------- | ------- | ------- | ------- | --------- | ---------- |
| 1982     | 2              | 0              | 7              | 9              | 76             | 500            | -       | -       | -       | -       | -       | -         | -          |
| Totale   | 2              | 0              | 7              | 9              | 76             | 500            | -       | -       | -       | -       | -       |           |            |

Fonti: Enciclopedia del Football - A cura di Massimo Mezzetti

##### I-divisioona
| Stagione | regular season | regular season | regular season | regular season | regular season | regular season | playoff | playoff | playoff | playoff | playoff | playoff       | playoff                  |
|          | Vin            | Par            | Per            | Tot            | PF             | PS             | Vin     | Per     | Tot     | PF      | PS      | risultato     | avversaria               |
| -------- | -------------- | -------------- | -------------- | -------------- | -------------- | -------------- | ------- | ------- | ------- | ------- | ------- | ------------- | ------------------------ |
| 1983     | 4              | 0              | 1              | 5              | 73             | 52             | -       | -       | -       | -       | -       | -             | -                        |
| 1984     | 6              | 0              | 2              | 8              | 314            | 69             | -       | -       | -       | -       | -       | -             | -                        |
| 2008     | 5              | 0              | 3              | 8              | 277            | 228            | 1       | 1       | 2       | 74      | 68      | Spagettimalja | Lappeenranta Rajaritarit |
| 2009     | 3              | 0              | 5              | 8              | 218            | 210            | 0       | 1       | 1       | 16      | 34      | Semifinale    | Kuopio Steelers          |
| 2010     | 2              | 0              | 6              | 8              | 135            | 210            | -       | -       | -       | -       | -       | -             | -                        |
| 2012     | 8              | 0              | 2              | 10             | 347            | 119            | 0       | 1       | 1       | 20      | 22      | Semifinale    | Kouvola Indians          |
| 2019     | 6              | 0              | 2              | 8              | 248            | 152            | 1       | 1       | 2       | 61      | 51      | Spagettimalja | Kotka Eagles             |
| 2020     | 2              | 0              | 3              | 5              | 100            | 178            | 0       | 1       | 1       | 0       | 48      | Semifinale    | Kotka Eagles             |
| 2021     | 3              | 0              | 3              | 6              | 183            | 191            | 0       | 1       | 1       | 22      | 34      | Semifinale    | Kotka Eagles             |
| 2022     | 0              | 0              | 6              | 6              | 32             | 210            | -       | -       | -       | -       | -       | -             | -                        |
| Totale   | 39             | 0              | 33             | 72             | 1927           | 1619           | 2       | 6       | 8       | 193     | 257     |               |                          |

Fonti: Enciclopedia del Football - A cura di Massimo Mezzetti

##### II-divisioona
| Stagione | regular season | regular season | regular season | regular season | regular season | regular season | playoff | playoff | playoff | playoff | playoff | playoff    | playoff          |
|          | Vin            | Par            | Per            | Tot            | PF             | PS             | Vin     | Per     | Tot     | PF      | PS      | risultato  | avversaria       |
| -------- | -------------- | -------------- | -------------- | -------------- | -------------- | -------------- | ------- | ------- | ------- | ------- | ------- | ---------- | ---------------- |
| 2011     | 6              | 0              | 0              | 6              | 232            | 10             | 2       | 0       | 2       | 85      | 13      | Campioni   | Sipoo Bulldogs   |
| 2013     | 2              | 0              | 4              | 6              | 140            | 101            | 0       | 1       | 1       | 0       | 45      | Wild Card  | Kuopio Steelers  |
| 2016     | 7              | 0              | 1              | 8              | 244            | 119            | 0       | 1       | 1       | 21      | 23      | Rautamalja | Mikkeli Bouncers |
| 2017     | 5              | 0              | 4              | 9              | 212            | 218            | 0       | 1       | 1       | 6       | 42      | Semifinale | Kotka Eagles     |
| 2018     | 8              | 0              | 0              | 8              | 302            | 50             | 1       | 0       | 1       | 31      | 8       | Campioni   | Mikkeli Bouncers |
| 2024     | 2              | 0              | 6              | 8              | 90             | 207            | -       | -       | -       | -       | -       | -          | -                |
| Totale   | 30             | 0              | 15             | 45             | 1220           | 705            | 3       | 3       | 6       | 143     | 131     |            |                  |

Fonti: Enciclopedia del Football - A cura di Massimo Mezzetti

##### III-divisioona (a 11 giocatori)
| Stagione | regular season | regular season | regular season | regular season | regular season | regular season | playoff | playoff | playoff | playoff | playoff | playoff   | playoff            |
|          | Vin            | Par            | Per            | Tot            | PF             | PS             | Vin     | Per     | Tot     | PF      | PS      | risultato | avversaria         |
| -------- | -------------- | -------------- | -------------- | -------------- | -------------- | -------------- | ------- | ------- | ------- | ------- | ------- | --------- | ------------------ |
| 2015     | 8              | 0              | 0              | 8              | 290            | 60             | 2       | 0       | 2       | 53      | 31      | Campioni  | Nokia Ghosthunters |
| Totale   | 8              | 0              | 0              | 8              | 290            | 60             | 2       | 0       | 2       | 53      | 31      |           |                    |

Fonti: Enciclopedia del Football - A cura di Massimo Mezzetti

### Riepilogo fasi finali disputate
| Anno             | Luogo        | Evento         | Fase del torneo | Incontro                              | Risultato |
| 30 agosto 2008   | Lappeenranta | I-divisioona   | Spagettimalja   | Lappeenranta Rajaritarit - Pori Bears | 52 - 35   |
| 5 settembre 2009 | Kuopio       | I-divisioona   | Semifinale      | Kuopio Steelers - Pori Bears          | 34 - 16   |
| 21 agosto 2011   | Pori         | II-divisioona  | Rautamalja      | Pori Bears - Sipoo Bulldogs           | 43 - 7    |
| 11 agosto 2012   | Pori         | I-divisioona   | Semifinale      | Pori Bears - Kouvola Indians          | 20 - 22   |
| 10 agosto 2013   | Kuopio       | II-divisioona  | Wild Card       | Kuopio Steelers - Pori Bears          | 45 - 0    |
| 29 agosto 2015   | Pori         | III-divisioona | Tinamalja       | Pori Bears - Nokia Ghosthunters       | 26 - 12   |
| 21 agosto 2016   | Pori         | II-divisioona  | Rautamalja      | Pori Bears - Mikkeli Bouncers         | 21 - 23   |
| 19 agosto 2017   | Kotka        | II-divisioona  | Semifinale      | Kotka Eagles - Pori Bears             | 42 - 6    |
| 18 agosto 2018   | Pori         | II-divisioona  | Rautamalja      | Pori Bears - Mikkeli Bouncers         | 31 - 8    |
| 17 agosto 2019   | Kotka        | I-divisioona   | Spagettimalja   | Kotka Eagles - Pori Bears             | 30 - 20   |
| 29 agosto 2020   | Kotka        | I-divisioona   | Semifinale      | Kotka Eagles - Pori Bears             | 48 - 0    |
| 4 settembre 2021 | Pori         | I-divisioona   | Semifinale      | Pori Bears - Kotka Eagles             | 22 - 34   |

## Palmarès
- 2 Spagettimalja (1986, 2002)
- 2 Rautamalja (2011, 2018)
- 1 Tinamalja (2015)